# Bekkadamanikere, Channarayapatna
Bekkadamanikere là một làng thuộc tehsil Channarayapatna, huyện Hassan, bang Karnataka, Ấn Độ.